# Königsberg, Bayern
Königsberg ở Bayern là một đô thị ở Haßberge bang Bayern thuộc nước Đức.

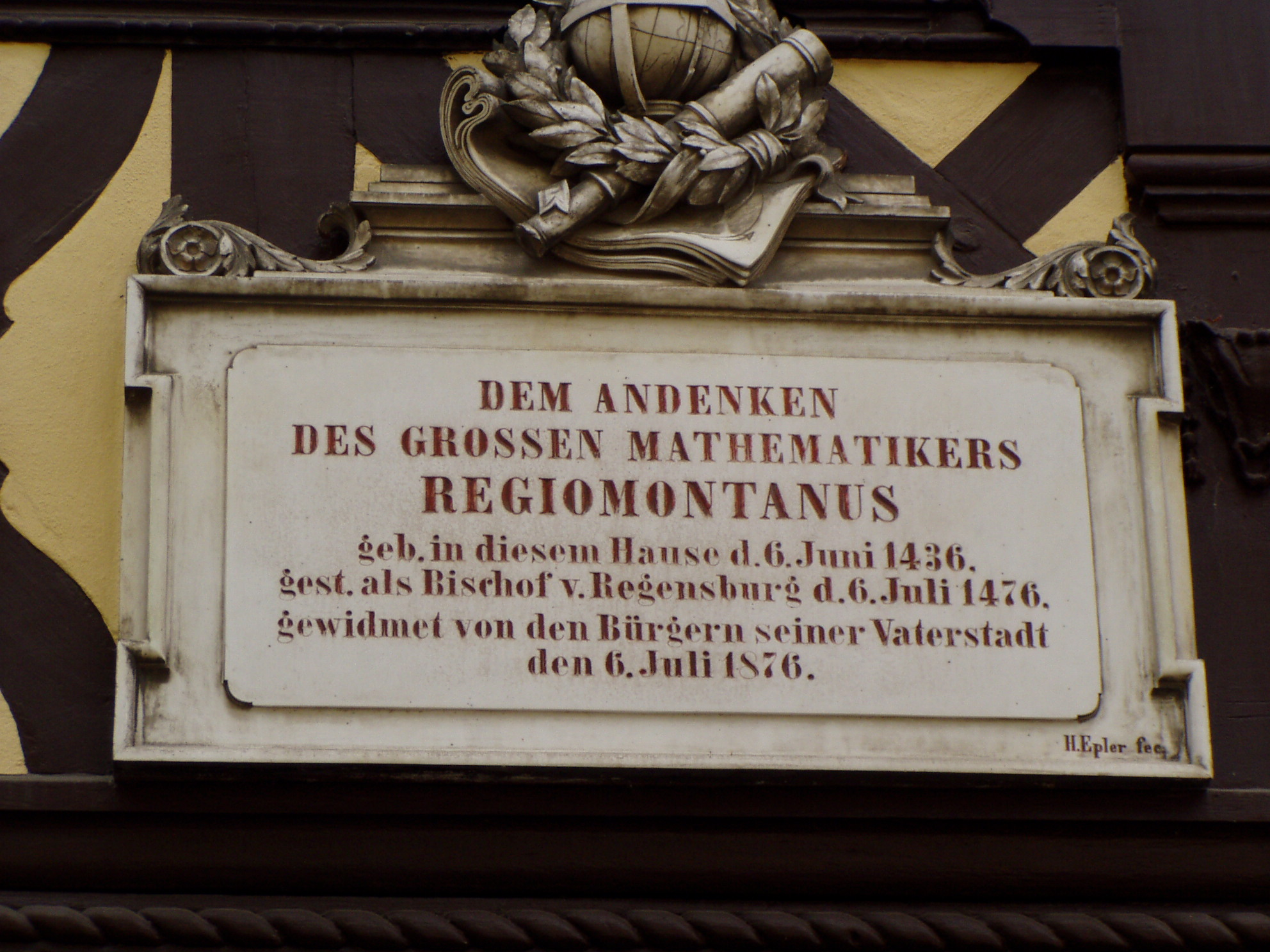
Plaque at the birth place of Regiomontanus